# Провинциальный авангард (выставка)
Провинциальный авангард — художественная выставка ростовского товарищества «Искусство или смерть», проведённая 19 сентября 1988 года в Ростове-на-Дону в помещении кооперативного туалета «Прогресс» на Газетном.

## История
Проведя лето 1988 года в бурлящей художественными событиями и идеями Москве, Авдей Тер-Оганьян по возвращении в Ростов-на-Дону договорился с местными кооператорами и учинил выставку в кооперативном туалете «Прогресс» в самом центре города, в подвале дома на углу улицы Энгельса (ныне — Большая Садовая) и Газетного переулка. Оригинальное название выставки — «Выставка провинциального авангарда „Вылкам Плыз“ № 3».
Открытие выставки состоялось 19 сентября при большом стечении околоандеграундной публики, прессы и представителей телевидения, включая съёмочную группу московской телепрограммы «Взгляд». Экспозиция размещалась в двух залах — «Голубом» (мужское отделение) и «Розовом» (женское отделение). По всему туалету были расклеены листы со стихами поэта Мирослава Маратовича Немирова. Сергей Тимофеев выставил там графику и две картины: «Пушкин с жевательной резинкой» и «Автопортрет художника Тимофея в противогазе».
Выставку прикрыли молниеносно, на следующее утро. Официальная версия закрытия выставки — по причине отсутствия воды в туалете. Сотрудники местного райкома ВЛКСМ изъяли работы прямо с выставки. Успех был грандиозным — возмущению ростовчан не было предела! Разгромные рецензии были опубликованы всеми ростовскими газетами, а также — столичной «Литературной газетой». Репортаж был отснят несколькими телекомпаниями, включая «Дон-ТР» и телепрограмму «Взгляд».
Газета «Вечерний Ростов» даже попеняла Кировскому райисполкому за отсутствие должного контроля над деятельностью кооперативного туалета и председателя кооператива «Прогресс» С. Е. Пособина. В своё оправдание зампредседателя райисполкома А. И. Черникова заявила журналистам, что члены «Прогресса» будут вызваны на комиссию по индивидуальной трудовой деятельности и будут строго наказаны.

## Афишка выставки
ТВОРЧЕСКОЕ ОБЪЕДИНЕНИЯ ХУДОЖНИКОВ 

ПРОВИНЦИАЛЬНОГО АВАНГАРДА
ВЫСТАВКА № 3
Пояснение

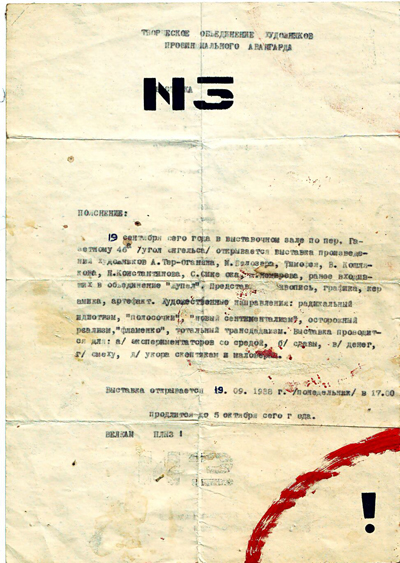
Афишка выставки

19 сентября сего года в выставочном зале по пер. Газетному, 46 (угол Энгельса) открывается выставка произведений художников А. Тер-Оганьяна, М. Белозора, Тимофея, В. Кошлякова, Н. Константинова, С. Синеока, М. Немирова, ранее входивших в объединение «Жупел».
Представляется живопись, графика, керамика, артефакт.
Художественные направления: радикальный идиотизм, «полосочки», «новый сентиментализм», осторожный реализм, «фламенко», «тотальный трансдадаизм».
Выставка проводится для: а) экспериментов со средой, б) славы, в) денег, г) смеху, д) укора скептикам и маловерам.
Выставка открывается 19.09.1988 г. (понедельник) в 17.00. 

продлится до 5 октября сего года.

## Участники выставки
- Белозор, Максим Алексеевич
- Кошляков, Валерий Николаевич
- Константинов, Николай Александрович
- Немиров, Мирослав Маратович
- Палайчев, Юрий Андреевич
- Синеок, Сергей Викторович (журналист газеты «Комсомолец», реконструкция идеи — А. Тер-Оганьян)
- Тер-Оганьян, Авдей Степанович
- Тимофеев, Сергей Анатольевич

## Интересные факты
- Незадолго до открытия выставки «Провинциальный авангард» в местной газете «Комсомолец» была опубликована рецензия на предыдущую выставку товарищества «Искусство или смерть»[8]. Автор рецензии С. Синеок, иронизируя над художниками, отметил неоригинальность идеи Авдея Тер-Оганьяна, выставившего обыкновенный кирпич под названием «Керамика». Мол, знаем-знаем, ready-made, уже не интересно, вот если бы этот кирпич — да в писсуар Дюшана, тогда бы было хорошо. Тер-Оганьян отреагировал молниеносно, благо в туалете уж с чем-чем, а с писсуарами проблем не было. Разместив в одном из них разочаровавший журналиста кирпич, Авдей Степанович указал авторство композиции — Сергей Синеок[9]. Автор был приглашён на выставку «особо специальным билетом»[10].

- Устраивая в 1988 году выставку «Провинциальный авангард», Авдей Тер-Оганьян и сотоварищи и не подозревали, что в подвальных помещениях этого кооперативного туалета в начале XX века находилось артистическое кафе, в котором выступал Велемир Хлебников, ничевоки и прочие культовые персонажи[11].

- В апреле 1920 года в Кёльне была устроена выставка дадаистов «Ранняя весна дада»[12], вход на которую шёл через мужской туалет. Макс Эрнст, помимо выставленных двух десятков работ, среди которых были и просто укреплённые на мольбертах формы для выпечки, предлагал публике топор, которым рекомендовалось сокрушить по желанию любое «произведение». Молодые ниспровергатели здесь же декламировали свои стихи[13]. В 1998 году Авдей Тер-Оганьян, после проведения акции Юный безбожник, в ходе которой, Тер-Оганьян, развесив иконы, объявил собравшимся, что, заплатив по 10-20 рублей, они могут их осквернить. Желающих не нашлось, и тогда авангардист стал сам рубить иконы топором. После возбуждения уголовного дела он покинул Россию и поселился в Чехии со статусом «политический беженец»[14].

- В 2014 году выставка «Провинциальный авангард», проведённая в Туалете на Газетном в 1988 году, вошла в топ «10 художественных выставок в самых неожиданных местах» по версии сайта www.novate.ru[15].